# Franklin County (Mississippi)
Franklin County je okres ve státě Mississippi v USA. K roku 2010 zde žilo 8 118 obyvatel. Správním městem okresu je Meadville. Celková rozloha okresu činí 1 468 km². Pojmenován byl podle Benjamina Franklina